# サクラ (絢香の曲)
『サクラ』は日本の歌手絢香の7作目の配信限定シングル。

## 解説
シングルとしては、同年発売の『コトノハ』より約5ヶ月ぶりのリリースとなる。
本作は絢香にとっては初となる別れや卒業をテーマにした楽曲であり、また、季節を題材にした初の楽曲でもあるという。

## 収録曲
1. サクラ (4:10)
作詞・作曲：絢香 / 編曲：塩谷哲